# Wilford Leach
Caraon Wilford Leach (Petersburg, 26 agosto 1929 – Rocky Point, 18 giugno 1988) è stato un regista e scenografo statunitense.

## Biografia
Dopo aver ottenuto un dottorato di ricerca all'Università dell'Illinois, Leach cominciò ad insegnare al Sarah Lawrence College nel 1958. Nel 1969 diresse con Brian De Palma il film Oggi sposi. Dopo essersi trasferito a New York, Leach fu il direttore artistico de La MaMa Experimental Theatre Club per la gran parte degli anni settanta. Nel 1978 e nel 1979 insegnò storia e tecniche del teatro all'Università Yale Nel 1980 ottenne il suo più grande successo quando diresse l'operetta di Gilbert & Sullivan I Pirati di Penzance al Public Theater di New York; la produzione ottenne un tale successo da essere immediatamente riproposta a Broadway, dove valse a Leach il Tony Award alla miglior regia di un musical. Nel 1983 curò anche la regia dell'adattamento cinematografico dell'allestimento. Nel 1986 ottenne un nuovo successo con The Mystery of Edwin Drood, per cui vinse il suo secondo Tony Award alla regia.
Morì di AIDS a Rocky Point nel 1988, all'età di 58 anni.

## Filmografia

### Regista
- Oggi sposi (The Wedding Party) (1969)
- I pirati di Penzance (The Pirates of Penzance) (1983)